# Тектонско језеро
Тектонско језеро, такође и котлинско или потолинско језеро, је језеро настало тектонским покретима и испуњавањем улегнућа у рељефу између антиклинала и раседа. Према типу процеса могу се поделити на:
- реликтна (остаци мора)
- вулканска (у кратерима вулкана)
- урниска (настала услед земотреса или клизишта)
- метеоритска (настала у ударним кретерима метеорита)